# Campo Formió-i béke
A Campo Formió-i békét (franciául: traité de Campo-Formio, németül: Friede von Campo Formio, olaszul: trattato di Campoformio) 1797. október 17-én (a francia forradalmi naptár szerint Vendémiaire 26., a köztársaság hatodik évében) írta alá Napoléon Bonaparte tábornok a francia köztársaság és Ludwig von Cobenzl gróf a Habsburg Birodalom képviselőjeként. A szerződés aláírása a francia forradalom legyőzésére létrehozott első koalíció vereségét jelentette, Bonaparte tábornok itáliai hadjáratának és a köztársaság létrehozása után kirobbant forradalmi háborúk lezárását.

## A szerződés tartalma
A szerződés, a hagyományos, „örök és megsérthetetlen békére” vonatkozó kitételek mellett, számos korábban osztrák kézen lévő területet juttatott francia fennhatóság alá. Ezek közé tartozott az Osztrák-Németalföld néven ismert tartomány (nagyjából a mai Belgium), Lombardia, a Földközi-tenger egyes szigetei, többek között Korfu és az Adriai-tenger további (korábban a Velencei Köztársasághoz tartozó) szigetei. A Velencei Köztársaságot és annak korábbi birtokait lényegében két állam között osztották fel: Velence város, Isztria és Dalmácia a Habsburg Birodalomé lett. Ausztria elismerte a Napoléon Bonaparte által létrehozott rövid életű itáliai csatlós államocskát, a milánói székhelyű Ciszalpin Köztársaságot, valamint a Genova város körül kialakított Liguriai Köztársaságot.
A szerződés titkos paragrafusai további területi rendelkezéseket tartalmaztak, amelyek további területeket juttattak a Francia Köztársaságnak: az ország határait „természetes” határai mentén húzták meg: északon a Rajna, a Nette és a Rur (Roer) folyók vonalánál. A francia hajóknak szabad hajózást biztosítottak a Rajna, a Maas (Meuse) és a Mosel (Moselle) folyókon. A szerződés értelmében még kiszabadult osztrák fogságából Gilbert du Motier de La Fayette, aki harcolt az amerikai függetlenségi háborúban is.
A szerződés aláírását öt hónapos intenzív diplomáciai előkészítés és tárgyalások alapozták meg, de lényegében ugyanazt tartalmazta, mint a pár hónappal korábban, 1797 áprilisában aláírt leobeni béke. Azonban a tárgyalások elnyújtása mindkét félnek érdeke volt: Franciaországban például egy királypárti felkelést kellett elfojtani (1797. szeptember), amelyet később a Direktórium vezetése a mérsékelt és királypárti politikusok letartóztatására és deportálására használt ki.
Napóleon egyik életrajzírója, Felix Markham szerint „Velence felosztása nemcsak morálisan volt igazolhatatlan, hanem Ausztriát sem tessékelte ki véglegesen Itáliából, ami csak további háborúkhoz vezetett.” Bár a szerződés jelentősen átrajzolta Európa térképét és hozzájárult Napóleon hírnevének öregbítéséhez, de politikailag csak haladékot adott a köztársaságnak, nem rendezte véglegesen Itália sorsát.

## A helyszín

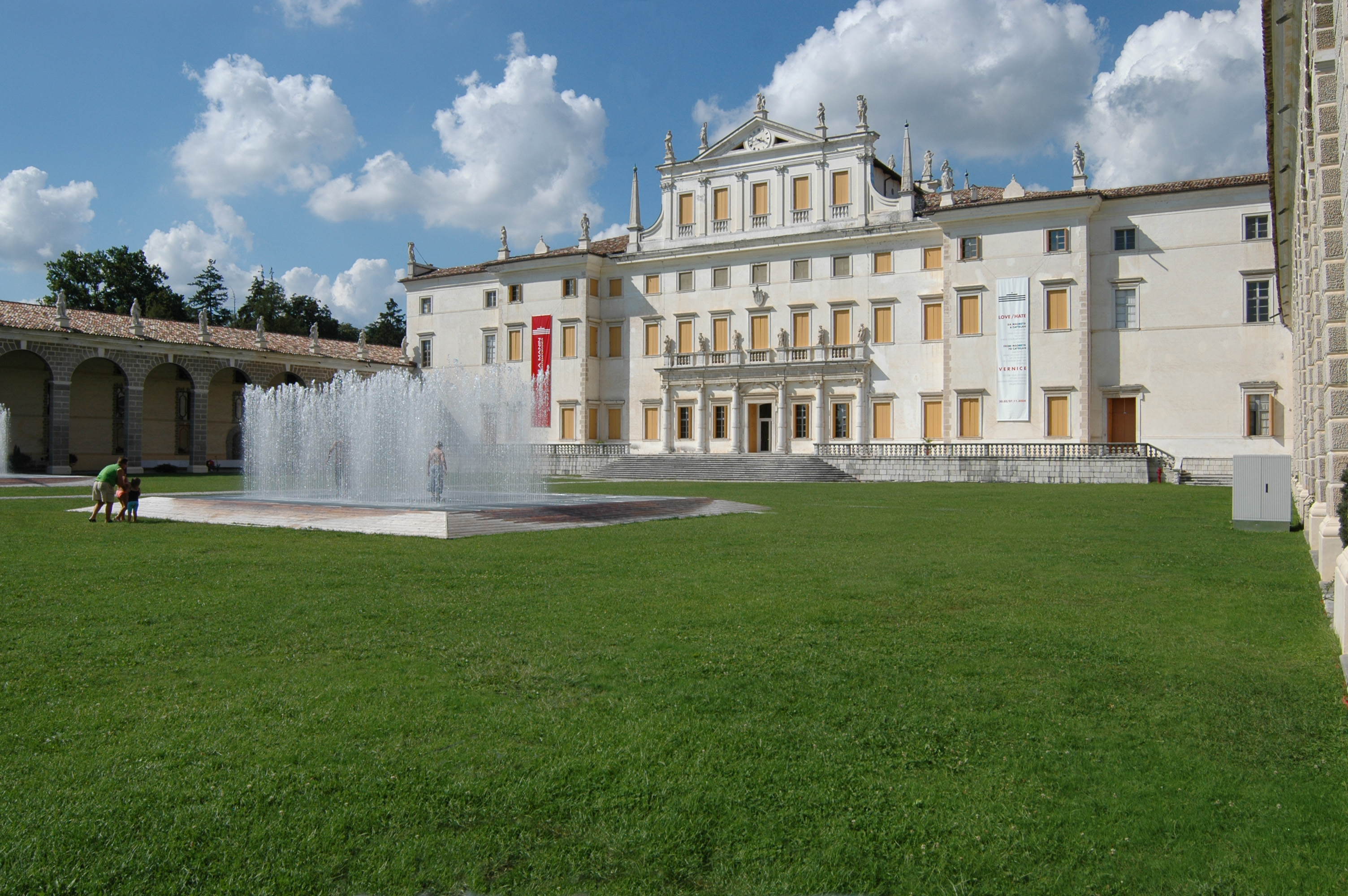
A passarianói Villa Manin

A szerződést valójában nem a tárgyalások helyszínén, Campo Formióban, hanem Bonaparte főhadiszállásán, Passariano községben írták alá.
A szerződés névadója Campo Formio község, Északkelet-Itáliában fekszik, Friuli tartományban, a közeli Udine várostól nyugatra. Mai neve Campoformido, Olaszország Friuli-Venezia Giulia régiójához tartozik. A tárgyalások idején ebben a városban osztrák birodalmi csapatok álltak, itt volt – a mai Piazza Trattato 4. szám alatt – az osztrák tárgyaló küldöttség szállása, a közeli Udinében székelt az osztrák főhadparancsnokság.

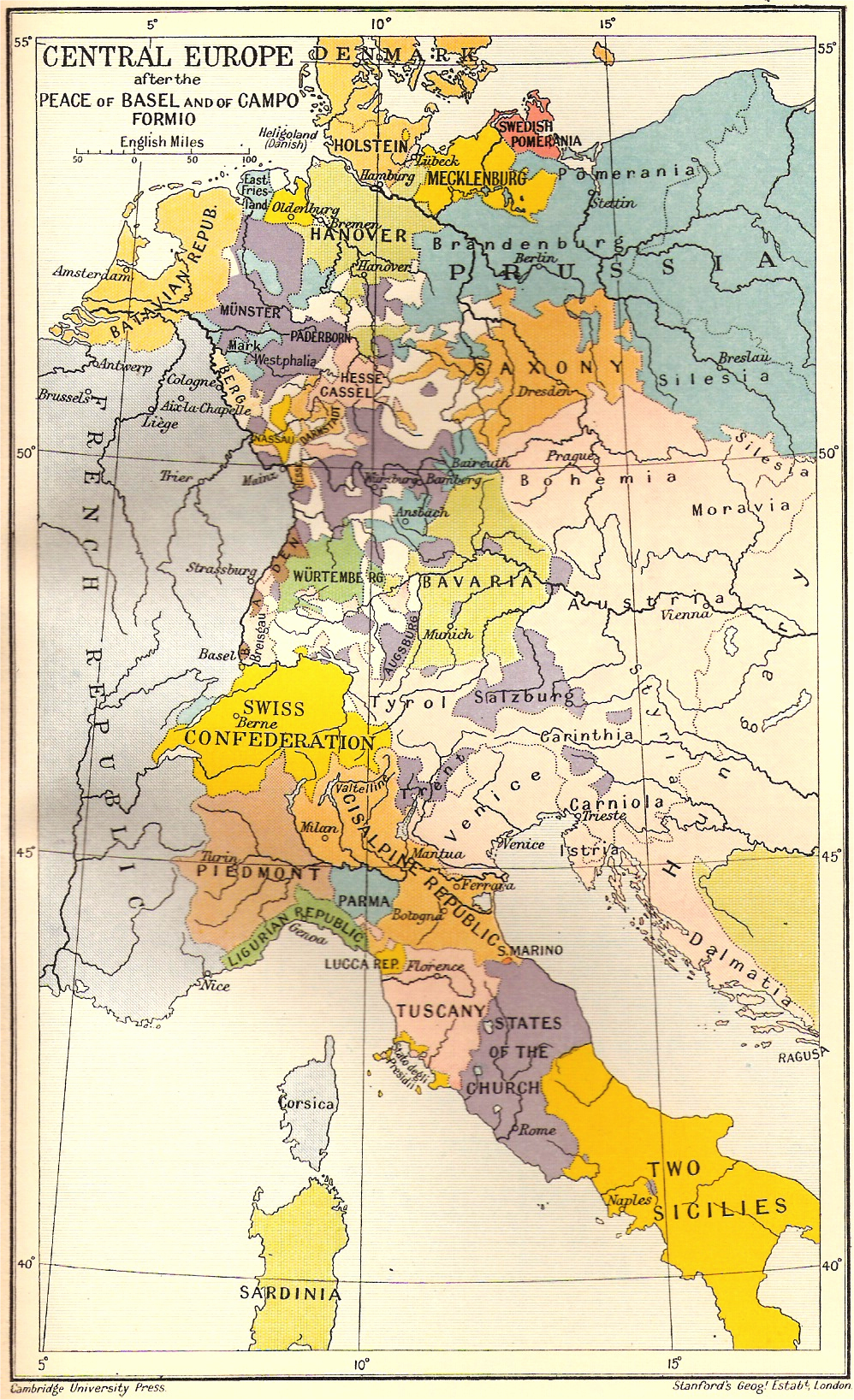
Közép-Európa térképe a Campo Formió-i szerződés következményeként.

Bonaparte tábornok feleségével, Joséphine de Beauharnais-val, testőrségével és csapatainak egy részével együtt 1797. augusztus 25 és október 24 (25) között délebbre, Passariano községben – ma Codroipo város része – lakott, a Villa Manin nevű fényűző kastélyban, amely Antonio Manin velencei arisztokratáé, Ludovico Manin utolsó velencei dózse rokonáé volt. (Maga Manin még Bonaparte érkezése előtt elmenekült kastélyából). Innen mintegy 25 km-re keletre, a velenceiektől elfoglalt Palmanova erődvárosban Bonaparte további csapatokat tartott, amelyek váratlan támadás esetén gyorsan a Villa Maninba érhettek. Erre a célra a francia utászok nyílegyenes makadámutat építettek Palmanova és Passariano között, a Via Napoleonicát, ennek nyomvonalán ma a SR252 sz. regionális főútvonal halad. Campo Formio körülbelül félúton feküdt az osztrák és a francia hadvezetőségek támaszpontjai között, az elkészült szerződést e község nevével jelölték meg.
Friuli tartomány, vele Campo Formio és Passariano községek 1797-ig a Velencei Köztársasághoz tartoztak, a Campo Formió-i békeszerződés értelmében a Habsburg Birodalomhoz kerültek. A tartományt 1866-ban, a porosz–osztrák–olasz háború utáni bécsi békeszerződés alapján kapta meg az Olasz Királyság.

## Magyar vonatkozása
A békeszerződés ugyan elrendelte a hadifoglyok szabadon bocsátását, a Francia Köztársaság kormánya azonban a császári hadsereg 20 000 foglyul esett katonáját, köztük kb. 10 000 magyar foglyot visszatartott. Őket az afrikai spanyol gyarmatokon (főként Marokkóban) adták el rabszolgának.

## Emlékezete

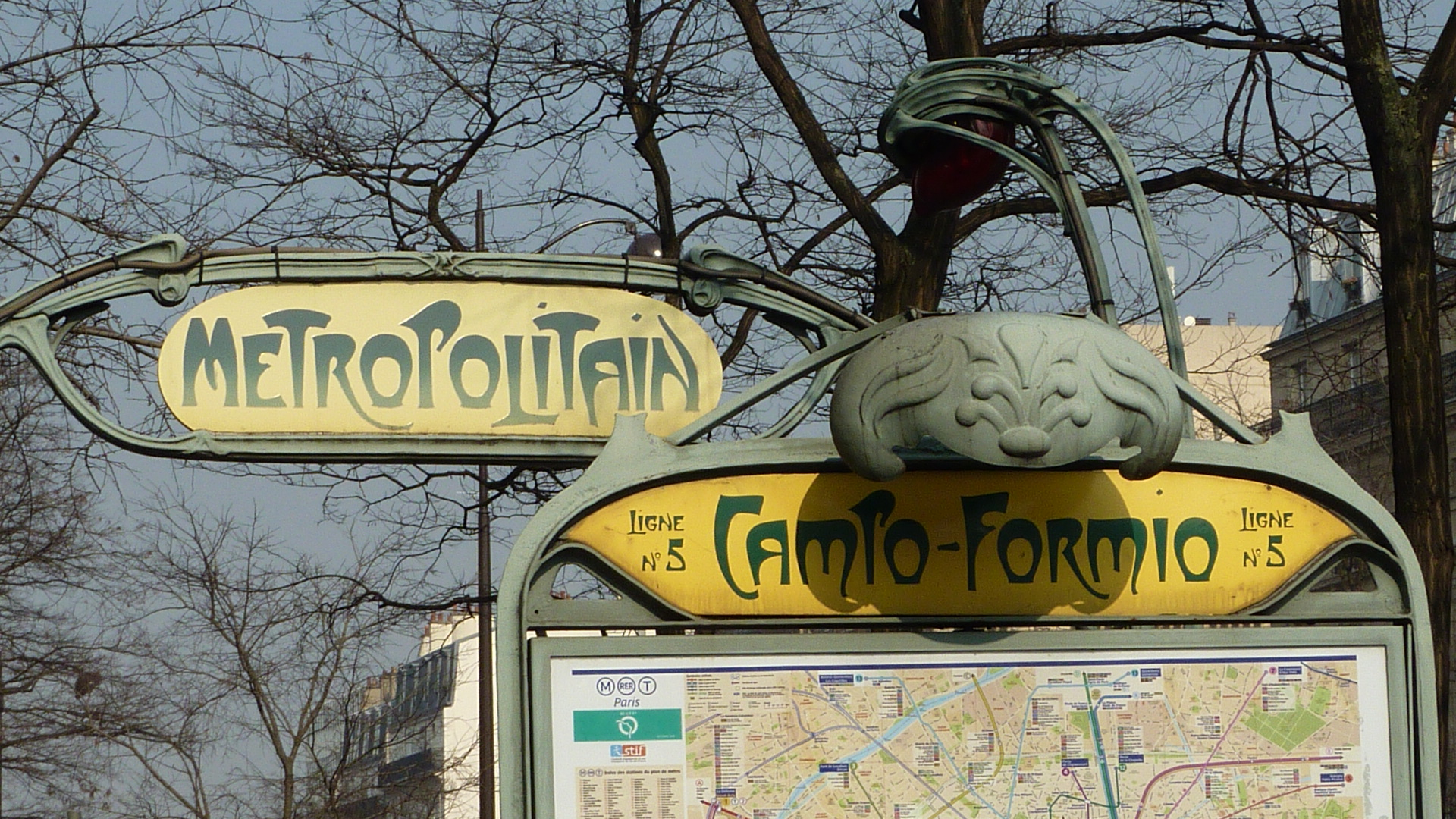
A párizsi Campo Formio metróállomás kijárata

- Campoformidóban tárgyalások egyik színhelye, az osztrák küldöttség szállása a piazza Trattata („Szerződés tér”) 4. szám alatt található. A téren áll a szerződés korabeli emlékműve.
- A passarianói Villa Maninban napjainkban időszakos modern művészeti kiállításokat rendeznek, de megőrizték Napóleon szobáját is (Camera di Napoleone), ahol 1797-ban Bonaparte tábornok és felesége, Joséphine laktak.
- A párizsi metró 5. vonala egyik állomásának neve Campo Formio.